# Ljubereckij rajon
Il Ljubereckij rajon (in russo Люберецкий район?) era un rajon dell'Oblast' di Mosca, nella Russia europea; il capoluogo era Ljubercy. Istituito nel 1929, ricopriva una superficie di 132,28 chilometri quadrati e nel 2010 ospitava una popolazione di circa 241.000 abitanti.